# Sony Xperia Z1
Sony Xperia Z1 é um smartphone Android projetado, desenvolvido e comercializado pela Sony como parte da linha de produtos Xperia. O dispositivo foi anunciado em 12 de setembro de 2013, na véspera do lançamento da IFA2013.

## Introdução
O Sony Xperia Z1 possui um ecrã HD 1080p de 5 polegadas com um Qualcomm (Qualcomm) Snapdragon 800 series quad-core processor, complementado por 2GB de RAM, e 16GB de ROM. O Sony Xperia Z1 também possui uma lente G de ultra-alta resolução de 20,7 megapixéis com um sensor retroiluminado Exmor RS BSI e funciona com o Android 5.1.1 (Lollipop). O exterior apresenta um corpo de vidro de dupla face com uma moldura unibody de metal e suporta a classificação IP55/58 para resistência ao pó e à água.

## Recepção
Uma análise do CNET .co.uk gostou do design elegante e à prova d’água, do núcleo poderoso e da tela nítida e brilhante. Uma análise da Wired por Dave Oliver achou que o telefone parecia pesado, mas gostou da tela, da imagem nítida e das tampas dos slots de expansão cobertas.